# Barns Green
Barns Green är en by i West Sussex i England. Byn är belägen 34,6 km 
från Chichester. Orten har 1 015 invånare (2016).